# صومعه هایلیگنگرابه

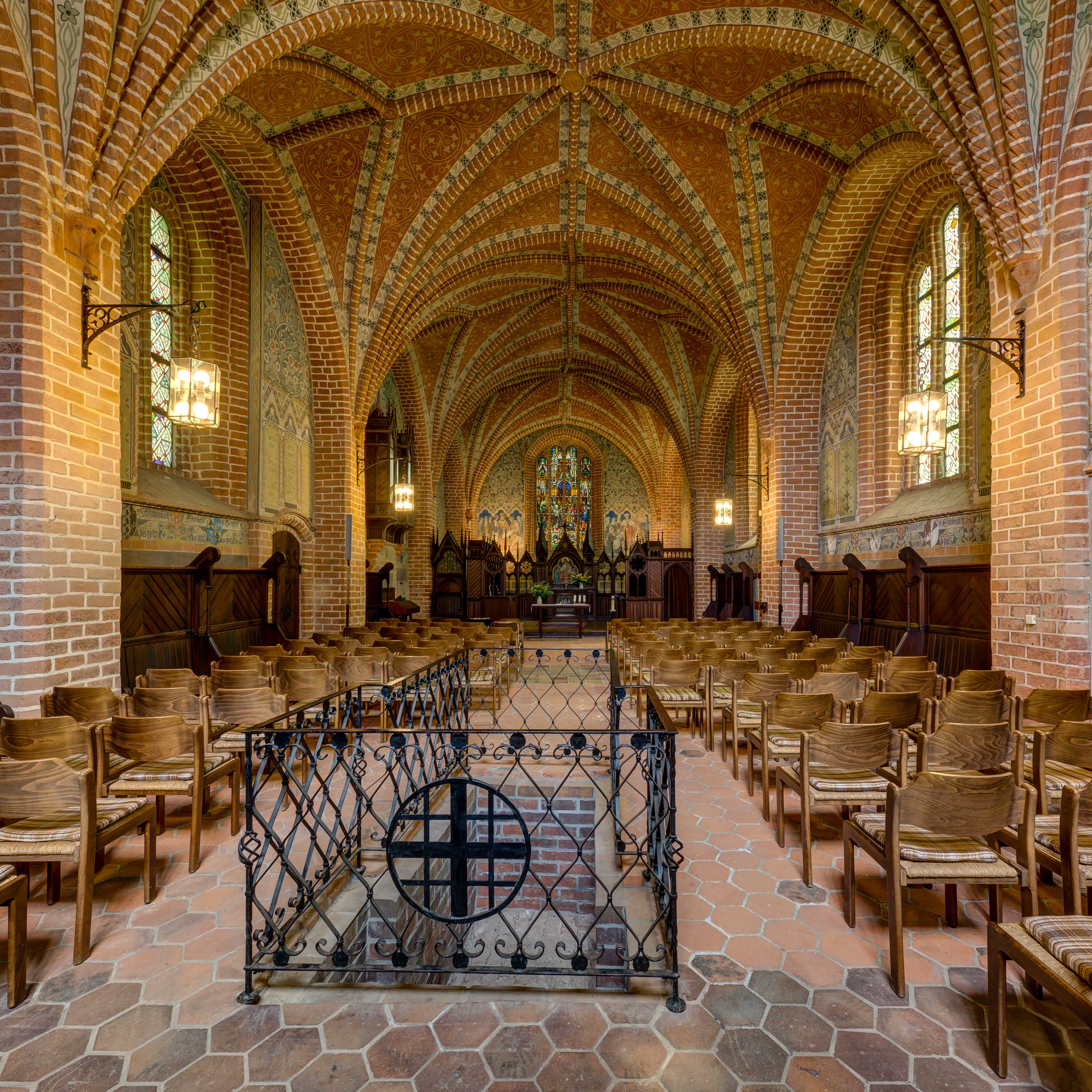
نمازخانه صومعه در ۲۰۱۷.

صومعه هایلیگنگرابه (صومعه چسبیده به هایلیگنگرابه) در اواخر سده سیزدهم میلادی در هایلیگنگرابه در بخش  اوست‌پریگنیتس-روپین در براندنبورگ تأسیس شده است. این صومعه در اصل مسکن خواهران راهبه بوده است. این صومعه بهترین صومعه حفظ‌شده در براندنبورگ به حساب می‌آید و در سال ۱۹۹۸ در فهرست بناهای ملی آلمان ثبت شده‌است. 